# Bohumil František Hakl
Bohumil František Hakl (10. září 1827, Horní Branná – 12. září 1904, Hořice) byl římskokatolický kněz, pedagog, prozaik a básník.

## Životopis
Bohumil František Hakl se narodil 10. září 1827 do rodiny tkalce a mistra textilní továrny v Hrabačově Josefa Hakla a jeho ženy Kateřiny rodem Jechové. Vlastenecky orientovaný otec chtěl, aby se z Bohumila stal učitel a dopřával mu vzdělání. Hakl studoval na gymnáziu v Jičíně, kde na něho měl velký vliv profesor Simeon Karel Macháček a na gymnáziu v Litomyšli, kde odmaturoval roku 1847. V letech 1846 až 1850 studoval teologii v semináři v Hradci Králové a roku 1851 byl vysvěcen na kněze.
Působil jako katecheta na reálce a učitelském ústavu v Hradci Králové, od roku 1854 pak v rakouském vojenském výchovném ústavu v Belunni v Itálii. Po návratu z Itálie učil náboženství na vyšším gymnáziu v Hradci Králové. V roce 1870 mu byla přidělena fara v Hořicích, od roku 1882 tu byl děkanem a vikářem. Roku 1877 navštívil Itálii a začal cestovat po Evropě. Navštívil Berlín a Drážďany (v roce 1891) a o rok později Bavorsko a Istrii.
V roce 1901 mu u příležitosti 50. výročí jeho kněžského svěcení uděleno čestné občanství města Hořic.
Zemřel 12. září 1904 na faře v Hořicích. Pohřben byl v sochařsky zdobené hrobce na hořickém starém hřbitově.

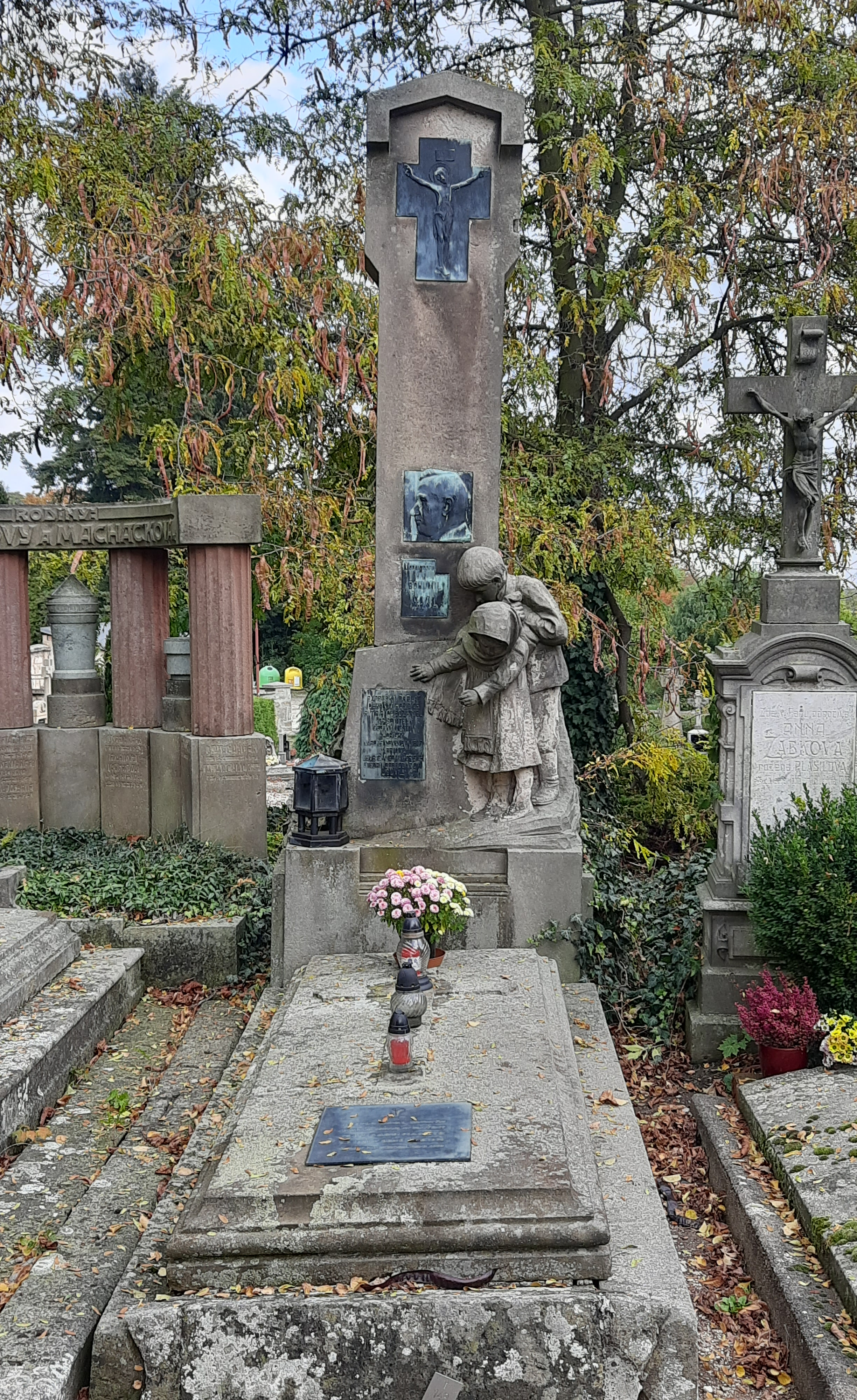
Hrobka Bohumila F. Hakla na starém hřbitově v Hořicích

## Dílo
Hakl literárně debutoval již roku 1852 v časopise Školník. Jeho tvorba byla ovlivněna jeho povoláním. Psal učebnice náboženství pro gymnázia, vydával duchovní spisy. Největší slávy se však dočkala jeho próza pro děti. Přispíval do řady katolických periodik a pomáhal vydávat knihy z Knihovny kazatelské tím, že přijímal do tohoto projektu práce na své faře. Spolu se svými blízkými přáteli Jirsíkem, Brynychem, Stojanem a dalšími připravoval mezi českým kněžstvem půdu pro pontifikát Lva XIII. a jeho modernizační snahy.

### Próza
- Život svatých apoštolů slovanských Cyrila a Methodia, 1870 (vlastenecké dílo, církví prohlášeno za závadné)
- Chudé dítě, 1875 (pro děti)
- Cesta do Říma a dále do Neapole a Pompeje, 1881 (cestopis)

### Poezie
- Klidné chvíle, 1874
- Z jeseni mého života, 1883
- Hrobní kvítí, 1877, 1886 (jde o soubor náhrobních nápisů)

### Divadelní hry
Psal hlavně didaktické a výchovné hry pro děti
- Mlsný Jaroš, 1875
- Ptačí hnízdo, 1876

### Duchovní spisy
- Pobožnost jinocha studujícího
- Řeči duchovní ku mládeži studující
- Stručná nauka o těle lidském
- Řeči postní (tři svazky)
- Osnovy, výklady a řeči duchovní (tři svazky)
- Řeči liturgické (dva svazky)
- Exercicie

### Překladatelská činnost
- Katolická věrouka pro vyšší učební ústavy (z němčiny)
- Křesťanské myšlenky na každý den v měsíci (z francouzštiny)